# 邱子軒
邱子軒（1999年12月8日—）是臺灣男子籃球運動員，場上主打前鋒位置，現效力於台灣職業籃球大聯盟高雄全家海神。

## 生平
陳仕朋是邱子軒的表哥。邱子軒在高中被稱作「東山戰神」，曾帶領東山高中闖進106學年度高中籃球聯賽四強，創下隊史最佳紀錄，高中畢業後前往美國就讀社區大學史諾學院，2020年返回臺灣就讀義守大學。
2022年7月在T1聯盟新人選秀會第一輪被高雄全家海神相中，2022年7月底與高雄全家海神完成簽約，2022年夏天入選中華培訓隊參加BE HEROES籃球經典賽與跨聯盟籃球邀請賽，最終在跨聯盟籃球邀請賽繳出14.6分、4籃板的表現獲選大會最佳五人。
2023年6月入選2021年世大運男籃賽中華臺北代表隊。
2024年1月因左膝前十字韌帶斷裂，2023-24賽季確定報銷，該賽季留下9.3分、3.6籃板、1.7助攻、1.3抄截的表現。同月邱子軒出賽5場，繳出場均17分、5.8籃板、2.2助攻的表現，在2月6日獲選T1聯盟2023-24賽季1月MVP。
2025年7月15日，高雄全家海神宣布與邱子軒續約四年。

## 外部連結
- 邱子軒的Instagram帳戶
- 邱子軒在fiba.basketball（英语）
- 邱子軒在台灣職業籃球大聯盟官網
- 邱子軒在Eurobasket.com（球員）（英语）
- 邱子軒在RealGM（球員）（英语）
- 邱子軒在Flashscore（英语）